# Lunaria rediviva
Pour les articles homonymes, voir Lunaire.
Espèce
Classification APG III (2009)

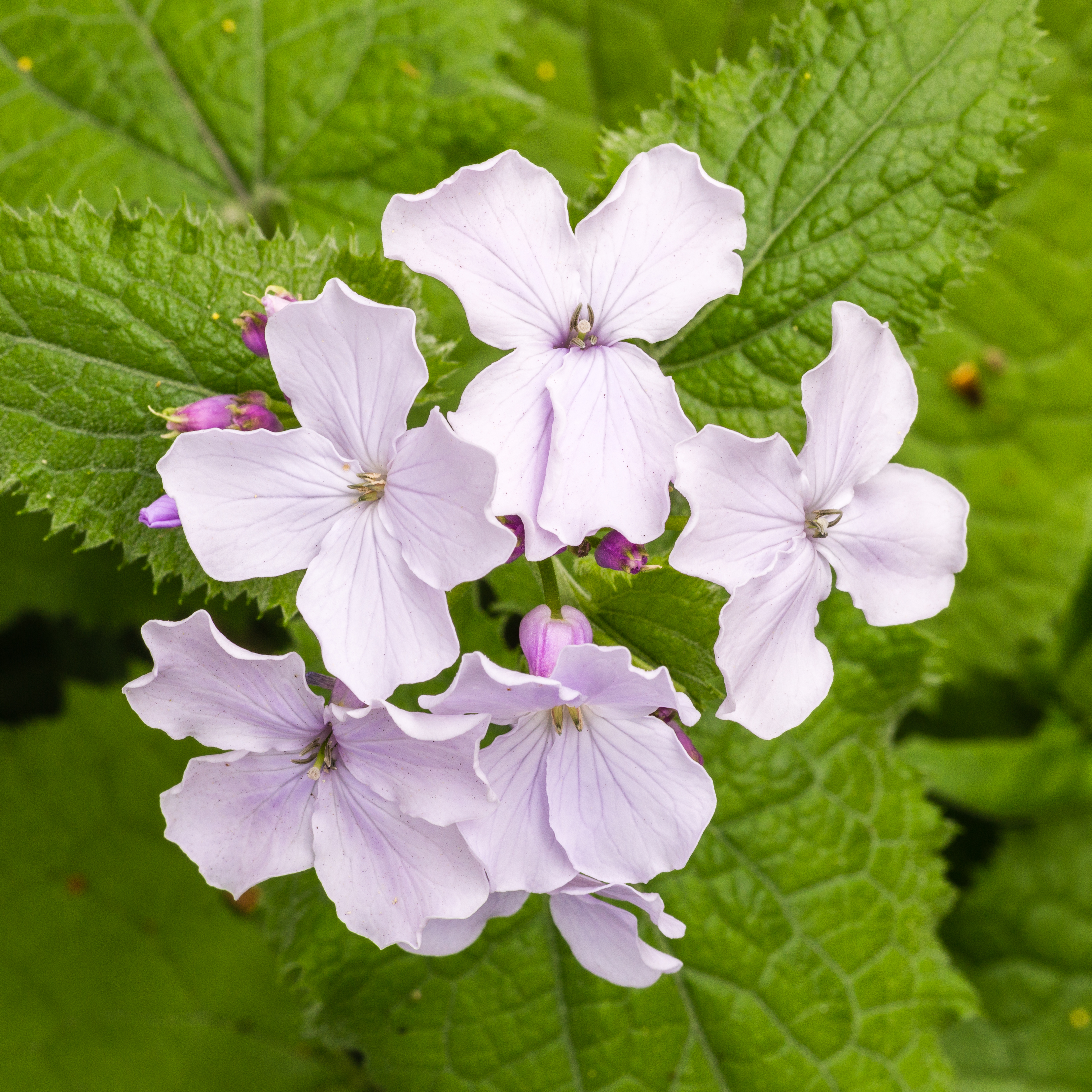
Fleur de lunaria rediviva.

La Lunaire vivace ou lunaire odorante (Lunaria rediviva) est une espèce de plantes herbacées de la famille des Brassicaceae.

## Habitats
Elle apprécie surtout les lieux humides, notamment les bois.

## Confusion possible
Les feuilles sont plus nettement dentées que celles de Lunaria annua, et les fleurs beaucoup plus odorantes.

## Floraison
Floraison à partir de mai jusqu'en juillet.